# Haemaphysalis bartelsi
Haemaphysalis bartelsi este o specie de căpușe din genul Haemaphysalis, familia Ixodidae, descrisă de Schulze în anul 1938. Conform Catalogue of Life specia Haemaphysalis bartelsi nu are subspecii cunoscute.